# ألفا بانجورا
ألفا محمد بانجورا (بالإنجليزية: Alpha Mohamed Bangura)‏ (مواليد 4 فبراير 1980) هو لاعب كرة سلة سابق سيراليوني ليبي، شارك مع منتخب ليبيا لكرة السلة في بطولة أمم إفريقيا لكرة السلة 2009.